# Šimon Bartko
Šimon Bartko (* 11. Juli 1996 in Prešov, Prešovský kraj) ist ein ehemaliger slowakischer Biathlet. Er startete seit 2017 im Weltcup und nahm an zwei Olympischen Spielen teil.

## Sportliche Laufbahn
Šimon Bartko kam durch seine Schwester im Alter von ungefähr zehn Jahren zum Biathlon. Sein erstes großes internationales Rennen bestritt er während den Jugendweltmeisterschaften 2013 in Obertilliach und wurde unter anderem 38. des Einzels. Ein Jahr später konnte er sich schon stark verbessern und erreichte in Presque Isle im Sprint trotz zweier Schießfehler den fünften Rang. Im November 2014 gab der Slowake in Beitostølen sein Debüt im IBU-Cup, verpasste die Punkteränge aber klar. In den beiden Folgejahren bestritt er nur wenige internationale Wettkämpfe. Seine ersten Ranglistenpunkte gewann er zu Beginn der Saison 2016/17, erneut in Beitostølen, mit den Plätzen 39 und 33 in den jeweiligen Sprintrennen, dies konnte er am Saisonende in Otepää mit einem 18. Rang noch einmal klar unterbieten. Bartkos letzter Auftritt bei einer Juniorenmeisterschaft erfolgte bei den Sommerbiathlon-Weltmeisterschaften 2017 im russischen Tschaikowski, wo er als Vierter der Verfolgung eine Medaille um weniger als 20 Sekunden verpasste. Im Winter 2017/18 trat er nach guten Vorleistungen erstmals im Weltcup an und belegte in Le Grand-Bornand den 64. Rang des Sprints. In seinem Debütjahr wurde er daraufhin sofort für die Olympischen Spiele nominiert und wurde im Sprint mit 5 Fehlern und gut zweieinhalb Minuten Rückstand 74. Zusammen mit Matej Kazár, Tomáš Hasilla und Martin Otčenáš war der 21-Jährige außerdem als dritter Läufer in der Herrenstaffel eingesetzt, verursachte im Liegendanschlag allerdings vier Strafrunden und wurde so nach seinem zweiten Schießen überrundet. In Kontiolahti übernahm er das Mixedstaffelrennen nach starken Leistungen von Paulína und Ivona Fialková in Führung liegend, schoss aber erneut zwei Strafrunden und fiel somit schlussendlich auf den zehnten Platz zurück.
Seit Beginn der Saison 2018/19 gehörte Bartko dauerhaft der slowakischen Mannschaft im Weltcup an. Dabei überzeugte er mit seiner läuferischen Stärke, hatte aber im gleichen Zuge Trefferquoten am Schießstand, die mit etwa 65 Prozent weit unterhalb des Durchschnittes im Weltcupfeld lagen. Daher verpasste er auch die Punkteränge meist deutlich. Bei seinen ersten Weltmeisterschaften, 2020 in Antholz, erreichte er den 43. Rang im Sprint und lief somit knapp am Gewinn von Weltcuppunkten vorbei. Sein größter Erfolg auf Weltcupebene folgte im März 2021 in Nové Město na Moravě, als er im Sprint mit einem Schießfehler den 39. Platz belegte und damit zum ersten und einzigen Mal in seiner Karriere in die Punkteränge lief. In der Folgesaison erreichte der Slowake noch drei Verfolgungsrennen und startete bei seinen zweiten Olympischen Spielen, in deren Rahmen er Ergebnisse außerhalb der besten 60 erzielte.
Da er keine hervorstechenden Ergebnisse lieferte, gab Bartko schon im Frühjahr 2022 an, aufgrund fehlender Förderung durch den Verband ein Karriereende in Betracht zu ziehen. Im Herbst des Jahres trat er schließlich zusammen mit seinem guten Freund Matej Baloga sowie Tomáš Hasilla zurück und hinterließ damit eine riesige Lücke im slowakischen Männerteam.

## Persönliches
Bartko wurde in Prešov geboren und wuchs in Široké in der Ostslowakei auf. Er studierte Wirtschaft und Management an der Technischen Universität von Zvolen.

## Statistiken

### Weltcupplatzierungen
Die Tabelle zeigt alle Platzierungen (je nach Austragungsjahr einschließlich Olympische Spiele und Weltmeisterschaften).
- 1.–3. Platz: Anzahl der Podiumsplatzierungen
- Top 10: Anzahl der Platzierungen unter den ersten zehn (einschließlich Podium)
- Punkteränge: Anzahl der Platzierungen innerhalb der Punkteränge (einschließlich Podium und Top 10)
- Starts: Anzahl gelaufener Rennen in der jeweiligen Disziplin
- Staffel: inklusive Mixed- und Single-Mixed-Staffeln

| Platzierung | Einzel | Sprint | Verfolgung | Massenstart | Staffel | Gesamt |
| ----------- | ------ | ------ | ---------- | ----------- | ------- | ------ |
| 1. Platz    |        |        |            |             |         |        |
| 2. Platz    |        |        |            |             |         |        |
| 3. Platz    |        |        |            |             |         |        |
| Top 10      |        |        |            |             | 1       | 1      |
| Punkteränge |        | 1      |            |             | 24      | 25     |
| Starts      | 7      | 29     | 6          |             | 24      | 66     |

### Weltcupwertungen
Ergebnisse bei Biathlon-Weltcups (Disziplinen- und Gesamtweltcup) gemäß Punktesystem:
| Saison  | Einzel | Einzel | Sprint | Sprint | Verfolgung | Verfolgung | Massenstart | Massenstart | Gesamt | Gesamt |
| Saison  | Platz  | Punkte | Platz  | Punkte | Platz      | Punkte     | Platz       | Punkte      | Platz  | Punkte |
| ------- | ------ | ------ | ------ | ------ | ---------- | ---------- | ----------- | ----------- | ------ | ------ |
| 2020/21 | –      | –      | 83.    | 2      | –          | –          | –           | –           | 98.    | 2      |

### Olympische Winterspiele
Ergebnisse bei Olympischen Winterspielen:
|                                             | Einzelwettbewerbe | Einzelwettbewerbe | Einzelwettbewerbe | Einzelwettbewerbe | Staffelwettbewerbe | Staffelwettbewerbe |
| Einzel                                      | Sprint            | Verfolgung        | Massenstart       | Männerstaffel     | Mixedstaffel       |                    |
| ------------------------------------------- | ----------------- | ----------------- | ----------------- | ----------------- | ------------------ | ------------------ |
| Olympische Winterspiele 2018 \| Pyeongchang | –                 | 74.               | –                 | –                 | 18.                | –                  |
| Olympische Winterspiele 2022 \| Peking      | 88.               | 65.               | –                 | –                 | 21.                | –                  |

### Weltmeisterschaften
Ergebnisse bei Weltmeisterschaften:
| Weltmeisterschaften | Weltmeisterschaften | Einzelwettbewerbe | Einzelwettbewerbe | Einzelwettbewerbe | Einzelwettbewerbe | Staffelwettbewerbe | Staffelwettbewerbe | Staffelwettbewerbe |
| Jahr                | Ort                 | Einzel            | Sprint            | Verfolgung        | Massenstart       | Männerstaffel      | Mixedstaffel       | S.-M.-Staffel      |
| ------------------- | ------------------- | ----------------- | ----------------- | ----------------- | ----------------- | ------------------ | ------------------ | ------------------ |
| 2020                | Antholz             | 67.               | 43.               | 57.               | –                 | 17.                | –                  | –                  |
| 2021                | Pokljuka            | –                 | 79.               | –                 | –                 | 17.                | –                  | –                  |

### Jugend-/Juniorenweltmeisterschaften
Bartko nahm bis 2015 an den Jugend-, ab 2016 an den Juniorenwettkämpfen teil.
| Weltmeisterschaften | Weltmeisterschaften | Einzelwettbewerbe | Einzelwettbewerbe | Einzelwettbewerbe | Männerstaffel |
| Jahr                | Ort                 | Einzel            | Sprint            | Verfolgung        | Männerstaffel |
| ------------------- | ------------------- | ----------------- | ----------------- | ----------------- | ------------- |
| 2013                | Obertilliach        | 38.               | 76.               | –                 | 17.           |
| 2014                | Presque Isle        | 28.               | 5.                | 12.               | 10.           |
| 2015                | Minsk               | 54.               | 47.               | 50.               | 13.           |
| 2016                | Cheile Grădiștei    | 74.               | 66.               | –                 | 15.           |
| 2017                | Osrblie             | 25.               | 13.               | 29.               | 15.           |